# Radau (Fluss)

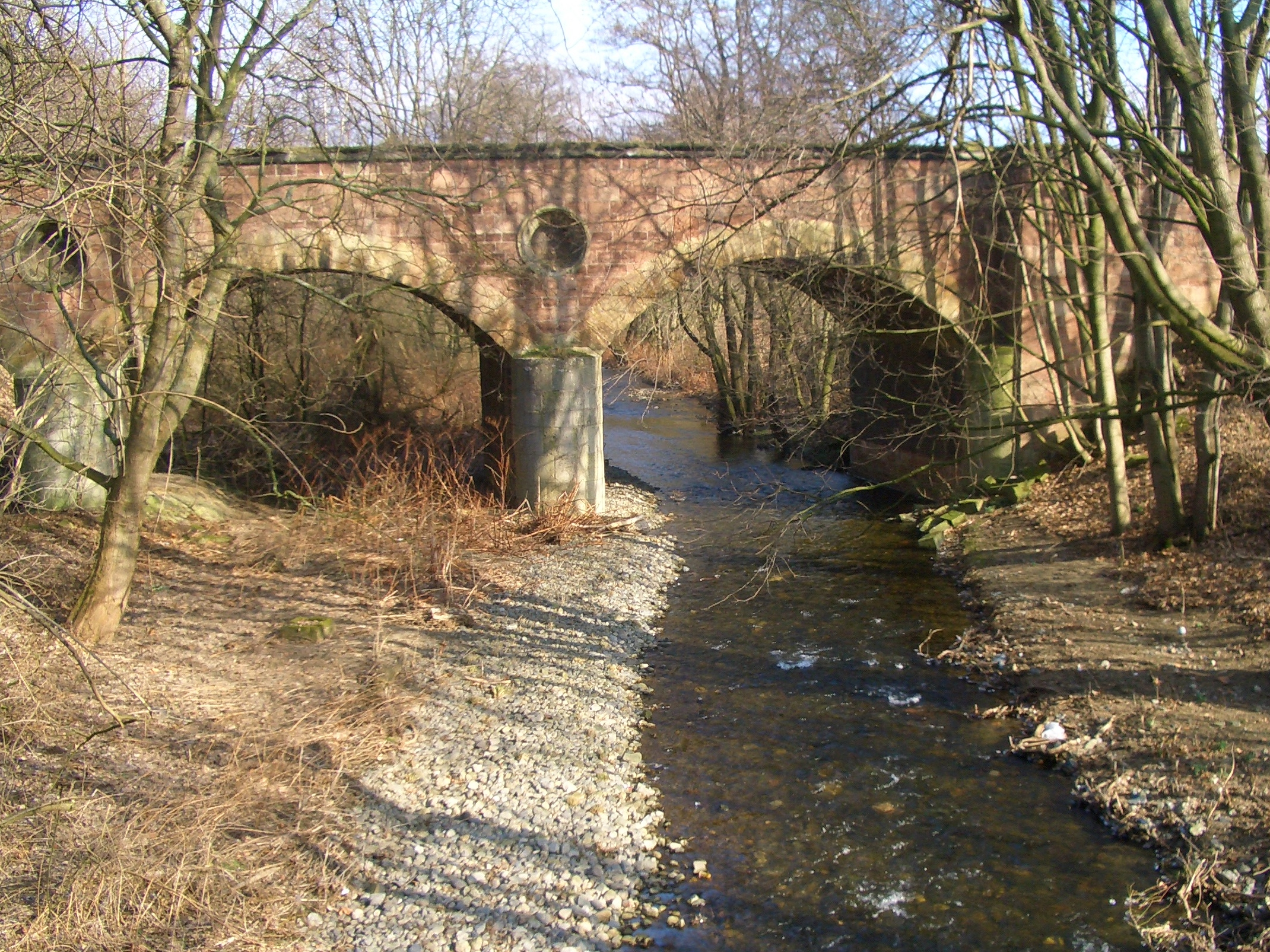
Radau bei Vienenburg mit Brücke der ehemaligen Bahnstrecke Vienenburg–Langelsheim

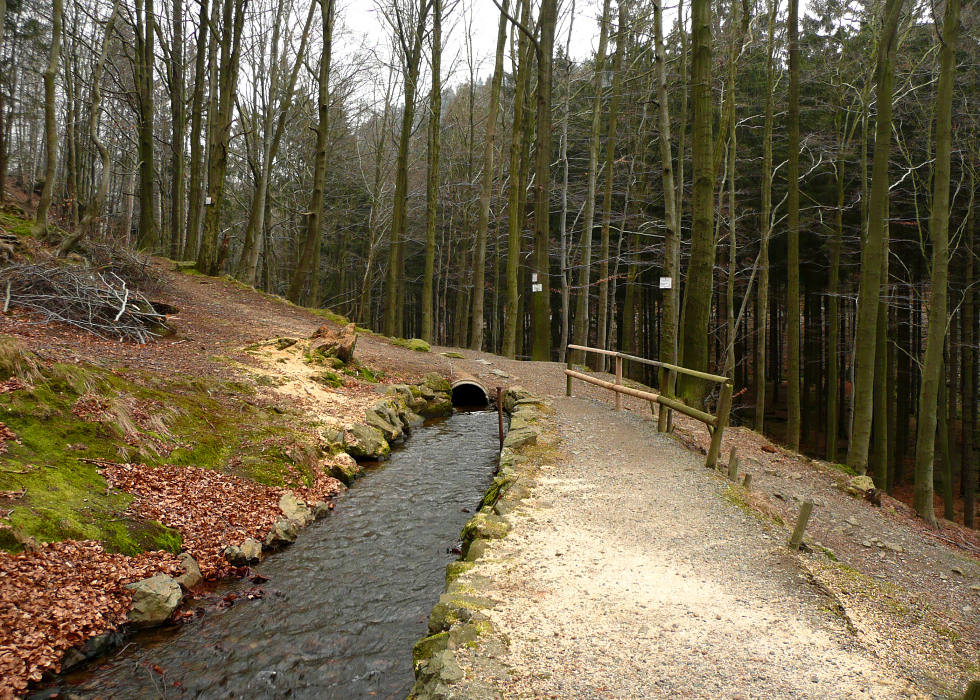
Künstlich geschaffener Hanggraben zum Radauwasserfall

Die Radau [ˈʀaːdaʊ] ist ein 21,1 km langer, südlicher und orographisch rechter Zufluss der Oker im niedersächsischen Landkreis Goslar. Sie entspringt im Harz, fließt durch das von ihr geschaffene Radautal, Bad Harzburg und Vienenburg und mündet kurz darauf in den Aller-Zufluss Oker.

## Etymologie
Der Name Radau ist germanischen Ursprungs und geht auf urgermanisch *hradaz „schnell, eilig, später: gerade“ und der Endung -au für Aue zurück, sinngemäß bedeutet Radau also „schneller, gerader Fluss“. Erwähnt wurde der Fluss 1308 bzw. 1325 als Radowe, 1570 als Radow, 1578 als Radaw und ebenfalls 1578 als Radau.

## Verlauf
Die Radau entspringt im Oberharz im Ortsgebiet des Altenauer Ortsteils Torfhaus. Ihre Quelle liegt im nahe der Lerchenköpfe (821 m ü. NHN) befindlichen Torfhausmoor (auch Radaubornmoor genannt) auf rund 800 m Höhe.
Wenige Meter unterhalb ihrer Quelle fließt die Radau in den Nationalpark Harz ein. Im Quellgebiet und im weiteren Verlauf im Radaubruch fließen ihr zahlreiche Hochmoorgräben zu. Nach Einmündung der von links kommenden Baste, wo sie vom Nationalpark in den Naturpark Harz wechselt, tritt der typische Mittelgebirgsfluss in sein tief eingeschnittenes Radautal ein. Nach den Einmündungen des von rechts heranfließenden Lohnbachs, von dort verläuft er entlang der Grenze des wenige Meter östlich befindlichen Nationalparks im Osten und des Naturparks im Westen, und des von links kommenden Tiefenbachs wird aus dem Fluss Wasser zum künstlich angelegten Radauwasserfall übergeleitet. An dessen Fuß hat die Radau bereits 400 Höhenmeter zurückgelegt. Beim darauf folgenden Gabbro-Steinbruch unterquert sie erstmals die Bundesstraße 4.
Beim Forsthaus Radauberg fließt die Radau in besiedeltes Gebiet und wenig später in das Kurgebiet Bad Harzburgs ein; dabei verlässt sie den Nationalpark und Naturpark Harz endgültig. Im Harzburger Stadtgebiet, wo der Fluss den östlich gelegenen Großen Burgberg (485 m) passiert, ist sein Ufer weitgehend mit Werksteinen befestigt. Nördlich der Landesstraße L 501 (Herzog-Julius-Straße) mündet der zuletzt stark kanalisierte Stübchenbach in die Radau, hierbei handelt es sich um den nördlichsten orografisch rechten größeren Zubringer. Im Stadtteil Bündheim mündet bei der Bleichestraße die Bleiche, bei der Straße An den Weiden der Füllekuhlenbach und bei der Bahnhofstraße in Schlewecke die ebenfalls von links zufließende Gläsecke (Mühlenbach) ein.
Beim Stadtteil Mathildenhütte passiert die Radau die links liegende Ansiedlung Radauanger mitsamt städtischer Kläranlage. Unterhalb des Guts Radau und der Radaumühle, wo der Fluss das Bad Harzburger Stadtgebiet verlässt, hat er nur noch etwa 50 Höhenmeter bis zur Mündung durch ein ausgedehntes Kiesabbaugebiet zurückzulegen. Unterhalb des Abbaugebiets münden der von links aus Harlingerode kommende Teufelsbach sowie im weiteren Verlauf zwei im Radauer Holz entspringende Bäche ein.
Hiernach durchfließt die Radau den Goslarer Stadtteil Vienenburg und erreicht nordöstlich davon und kurz vor dem Stadtteil Wiedelah am Ostende des Harly-Waldes auf 130 m Höhe den dort von Westen kommenden Aller-Zufluss Oker.

## Radauwasserfall
Auf dem Westhang des Winterbergs (585,3 m) befindet sich der künstliche Radauwasserfall, auch Radaufall genannt (⊙). Zur Speisung des rund 23 Meter hohen Wasserfalls wurde ab einem Punkt etwa 300 Bachmeter nordwestlich unterhalb der Einmündung des Lohnbachs (⊙) ein rund 1000 m langer Abzweigkanal der Radau angelegt, der „Hanggraben“. Unterhalb des Wasserfalls fließt das Wasser wieder in die Radau ein.
Der Radaufall samt Hanggraben wurde 1859 auf Betreiben von Philipp August von Amsberg (Gründer der Herzoglich Braunschweigischen Staatseisenbahn) sowie des Staatlichen Badekommissars Hermann Dommes zur Belebung des Fremdenverkehrs eingerichtet und stellt heute auch durch seine Lage dicht an der Bundesstraße 4 eine Attraktion dar. Vor Ort befinden sich die Waldgaststätte Radauwasserfall, ein Pilzkiosk und die in die Landschaft integrierte Kindereisenbahn EMMA.

## Flößerei
Seit dem Mittelalter wurde die Radau zum Flößen von Baumstämmen und Torf auf hölzernen Paletten genutzt. Das Wasser staute man dazu mit Hilfe von sechs Flößschleusen auf. Das zu flößende Material, das vorher im Fluss deponiert wurde, trieb nach Öffnung der Schleusen mit dem zusätzlichen Wasserschwall flussabwärts.
Nach dem Bau der Eisenbahnstrecke wurde das Holz auf dem Schienenweg transportiert und die Flößerei aufgegeben.

## Wasserwirtschaft
Seit 1981 betreiben die Harzwasserwerke flussabwärts des Wasserfalls ein Ableitungsbauwerk, das Teilabflüsse der Radau durch den Radaustollen zum Wasserkraftwerk Romkerhalle und von dort aus durch den Oker-Grane-Stollen weiter in die Granetalsperre abschlagen kann. Die Radau liefert damit 9 % der dort aufbereiteten Trinkwassermenge. Außerdem dient dieses Bauwerk der Hochwasserentlastung Bad Harzburgs.
Bereits bei seiner Errichtung wurde das Ableitungsbauwerk mit einer Fischtreppe ausgestattet, die jedoch insbesondere von Bachforellen wenig angenommen wurde. Im Rahmen der Verlängerung der Betriebsgenehmigung wurde vom NLWKN eine Verbesserung der Situation gefordert, die zu einer Neugestaltung der Fischaufstiegsanlage führte.

## Gewässerqualität
Der Fluss ist im Oberlauf weitgehend naturbelassen, jedoch unterhalb des Wasserfalls im Uferbereich befestigt. Dies ist zum Teil auf die frühere Nutzung der Radau zur Flößerei zurückzuführen und abschnittsweise auf das städtische Umfeld Harzburgs. Im Rahmen der Strukturverbesserung wurden bereits Maßnahmen wie die Auflösung von Staustufen durch Sohlgleiten durchgeführt.
Die biologische Qualität wird insbesondere im Oberlauf der Radau mit der Güteklasse I bewertet. Dort wurden Eintagsfliegen und Steinfliegen beobachtet. Im weiteren Verlauf ist die Güteklasse durch die diversen Einleitungen zwar schlechter, jedoch wurden „seit 1986 19 Arten aus den niedersächsischen Roten Listen beobachtet“.
Im Wasserkörperdatenblatt des NLWKN werden der chemische und der biologische Zustand als „gut“ sowie der ökologische Zustand als „mäßig“ beurteilt. Die Strukturgüte liegt eher im mittleren Bereich. Insgesamt gehört der Wasserkörper Radau zu den wenigen Gewässern, die der sehr hohen Prioritätenkategorie „Erhalten, Schutz, hohes bzw. sehr hohes Besiedlungspotenzial ohne erkennbare Gefährdung“ zugeordnet werden.

## Verkehr und Wandern
Entlang der Radau verläuft oberhalb von Bad Harzburg die Bundesstraße 4 mit einem etwa 3 km langen Abschnitt und zwischen Bad Harzburg und Vienenburg die Eisenbahnstrecke Braunschweig-Harzburg. In Bad Harzburg wird der Fluss vom Europäischen Fernwanderweg E11 überquert.

## Galerie

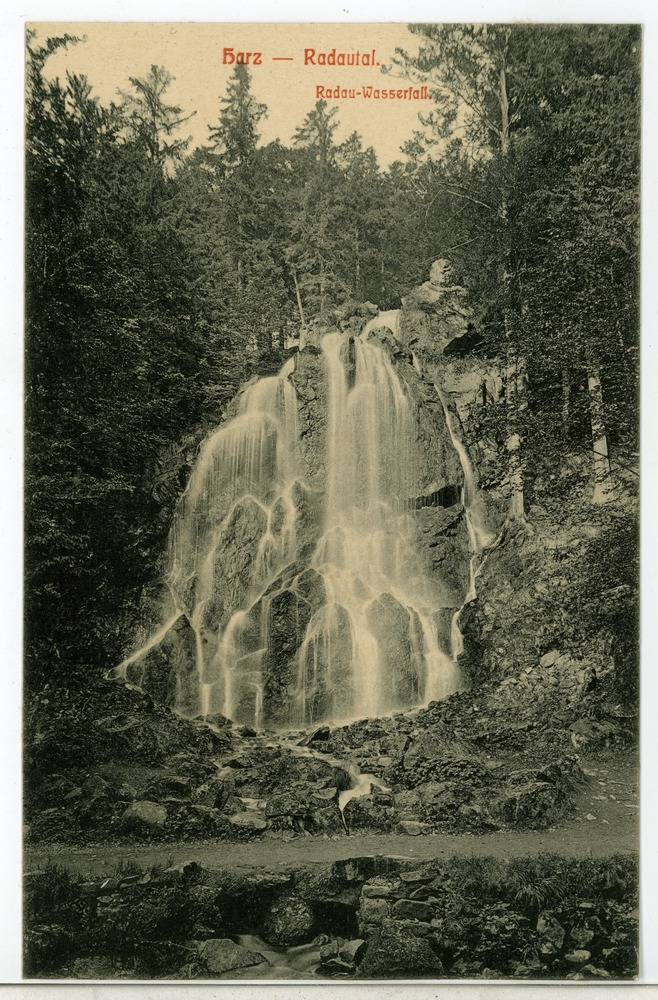
Postkarte des Radauwasserfalls von 1908
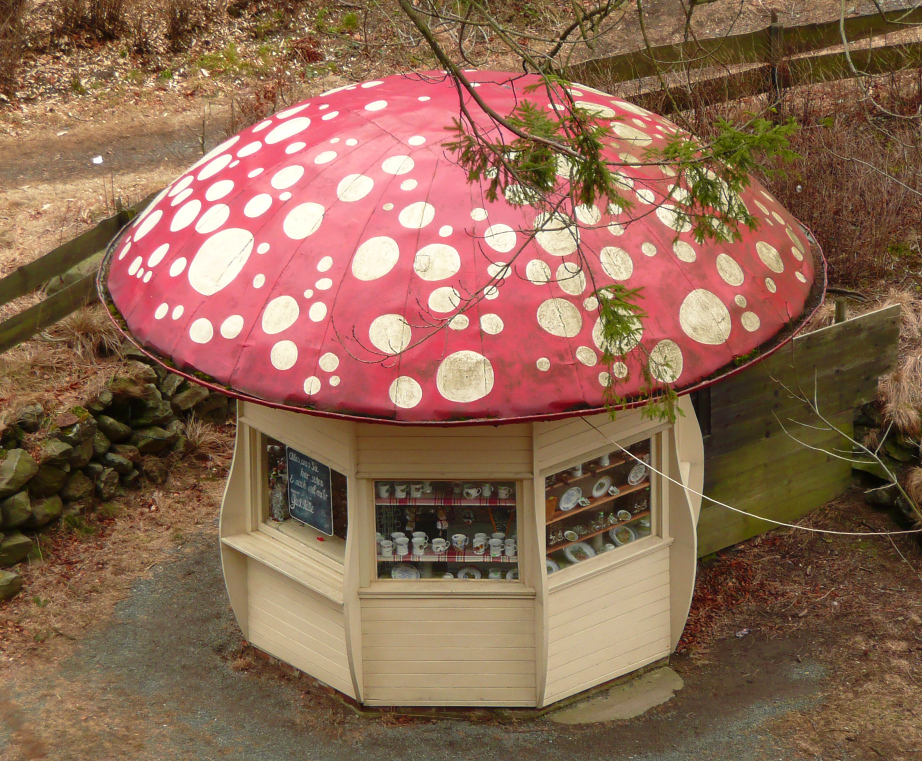
Pilzkiosk unterhalb des Radauwasserfalls
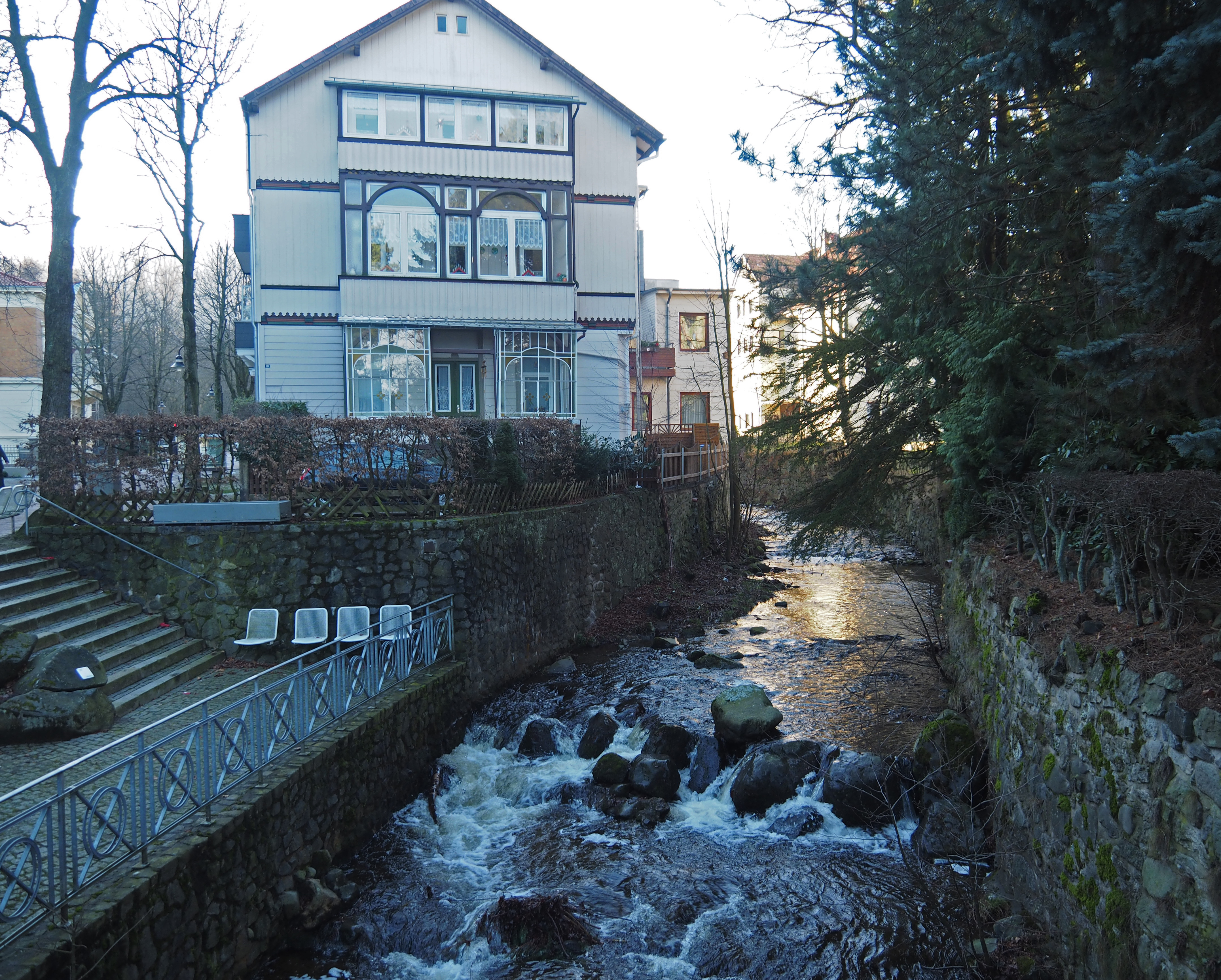
Die Radau in Bad Harzburg, nahe der Herzog-Wilhelm-Straße
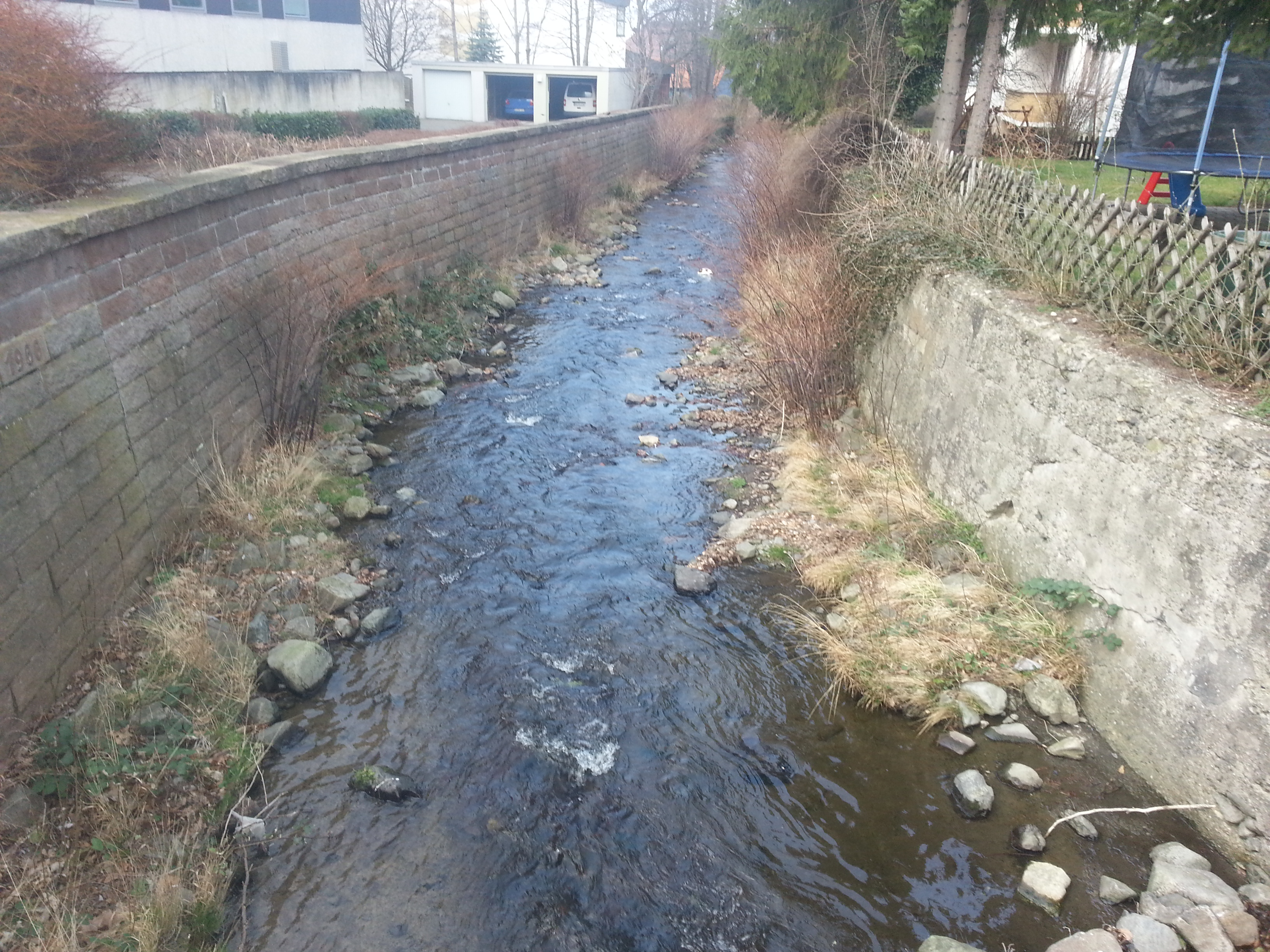
Die Radau in Bad Harzburg, links das Rathaus
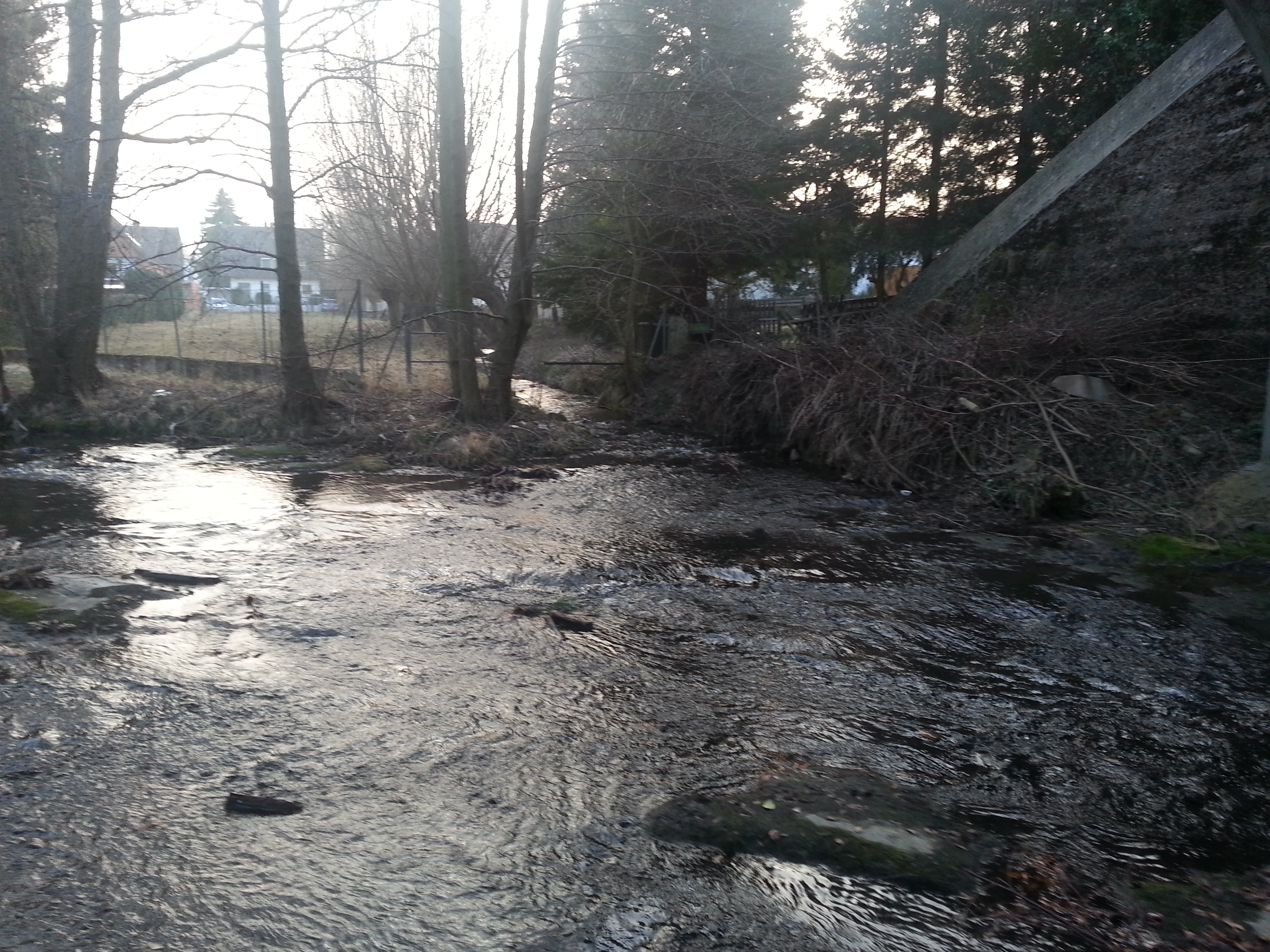
Mündung der Gläsecke in die Radau bei Schlewecke
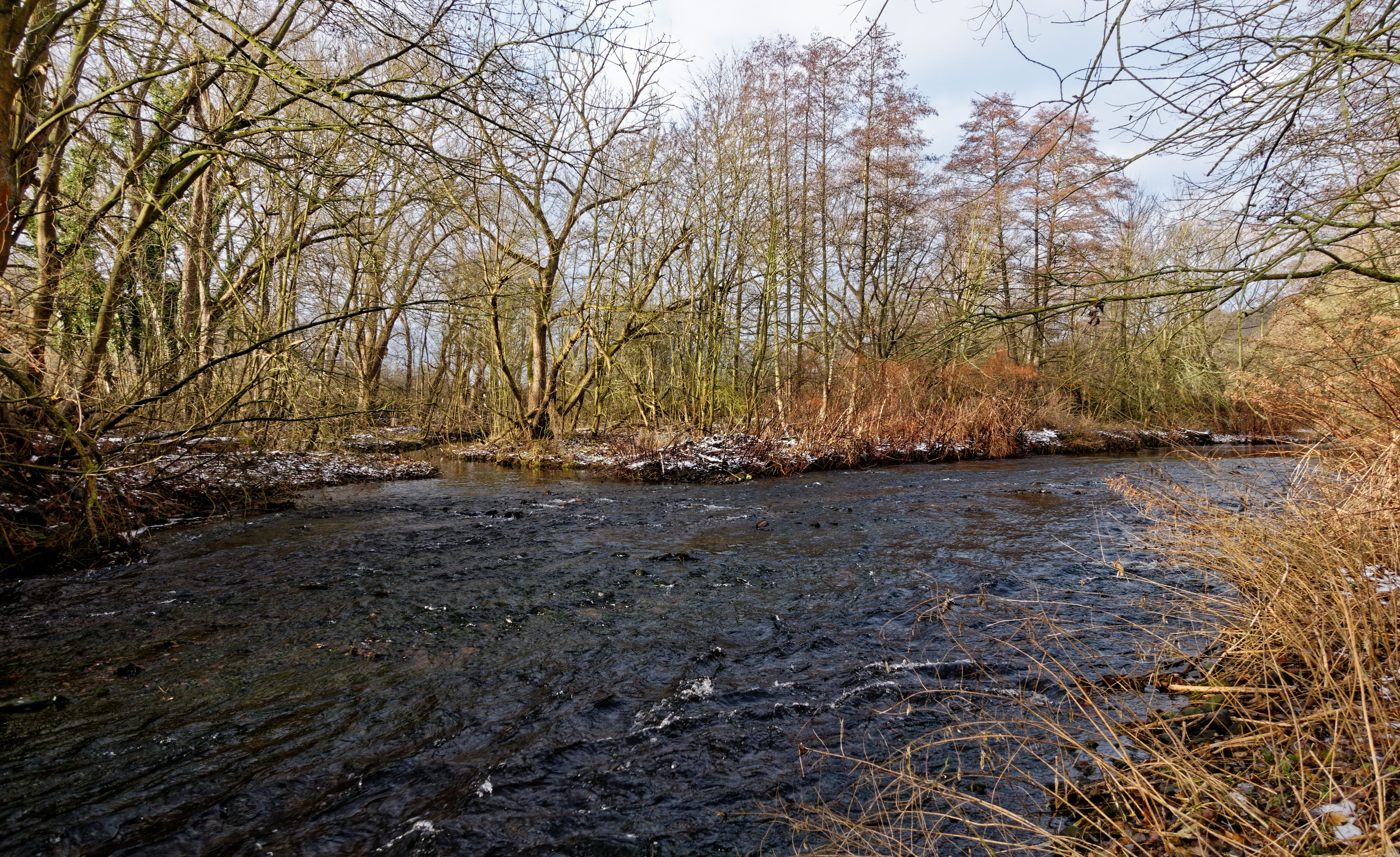
Einmündung der Radau in die Oker östlich des Vienenburger Sees